# Уотсон, Томас Джон
Томас Джон Уотсон (англ. Thomas John Watson, Sr.; 17 февраля 1874 — 19 июня 1956) — американский предприниматель, генеральный директор компании IBM (1914—1956).

## Биография
Томас Дж. Уотсон родился в 1874 году в сельском районе штата Нью-Йорк в семье потомков шотландских эмигрантов, которые являлись прихожанами методистской церкви. Промахнувшись с первым образованием и выбором специальности (преподавание совсем не вдохновило молодого человека), Уотсон начал трудовую деятельность в качестве коммивояжера, и именно в торговле неожиданно и навсегда нашел себя. Он оказался очень настойчивым коммерсантом, и это качество впоследствии очень помогло ему в бизнесе.
Уотсон приобщился к бизнесу еще будучи подростком, занимаясь разъездной торговлей фортепьяно и швейными машинками. Уотсон работал учителем (правда, всего один день!), бухгалтером, коммивояжером, продавцом органов, пианино и кассовых аппаратов. Его постоянно преследовали неудачи, он не добирал прибыли, его обскакивали конкуренты. Как–то раз Уотсон напился на радостях в салуне после удачной сделки, отключился и наутро обнаружил, что пропала не только телега с лошадью, но и весь инвентарь швейных машинок, которыми он промышлял в те годы. Работодатель не просто уволил Уотсона и заставил выплачивать стоимость утраченного товара, но и сопроводил его волчьим билетом, который больше года не позволял незадачливому коммерсанту найти пристойную работу даже в соседних штатах.
В 1914 году родился сын Томас.

## Интересные факты
Томас Уотсон был большим поклонником Гитлера и в 1937 году даже получил награды от немецких властей.
Подробнее описать сотрудничество Томаса Уотсона с гитлеровской Германией можно так: когда в Германии готовилось «окончательное решение» еврейского вопроса, там существовал филиал IBM, выпускающий вычислительные машины. Именно с помощью этих вычислительных машин производился учет евреев и цыган для их дальнейшего уничтожения. И глава корпорации, магнат Томас Дж. Уотсон, ставший личным другом Гитлера, получил от него высочайшую награду Рейха — Орден Заслуг германского орла.